# Kamionki (Pieszyce)

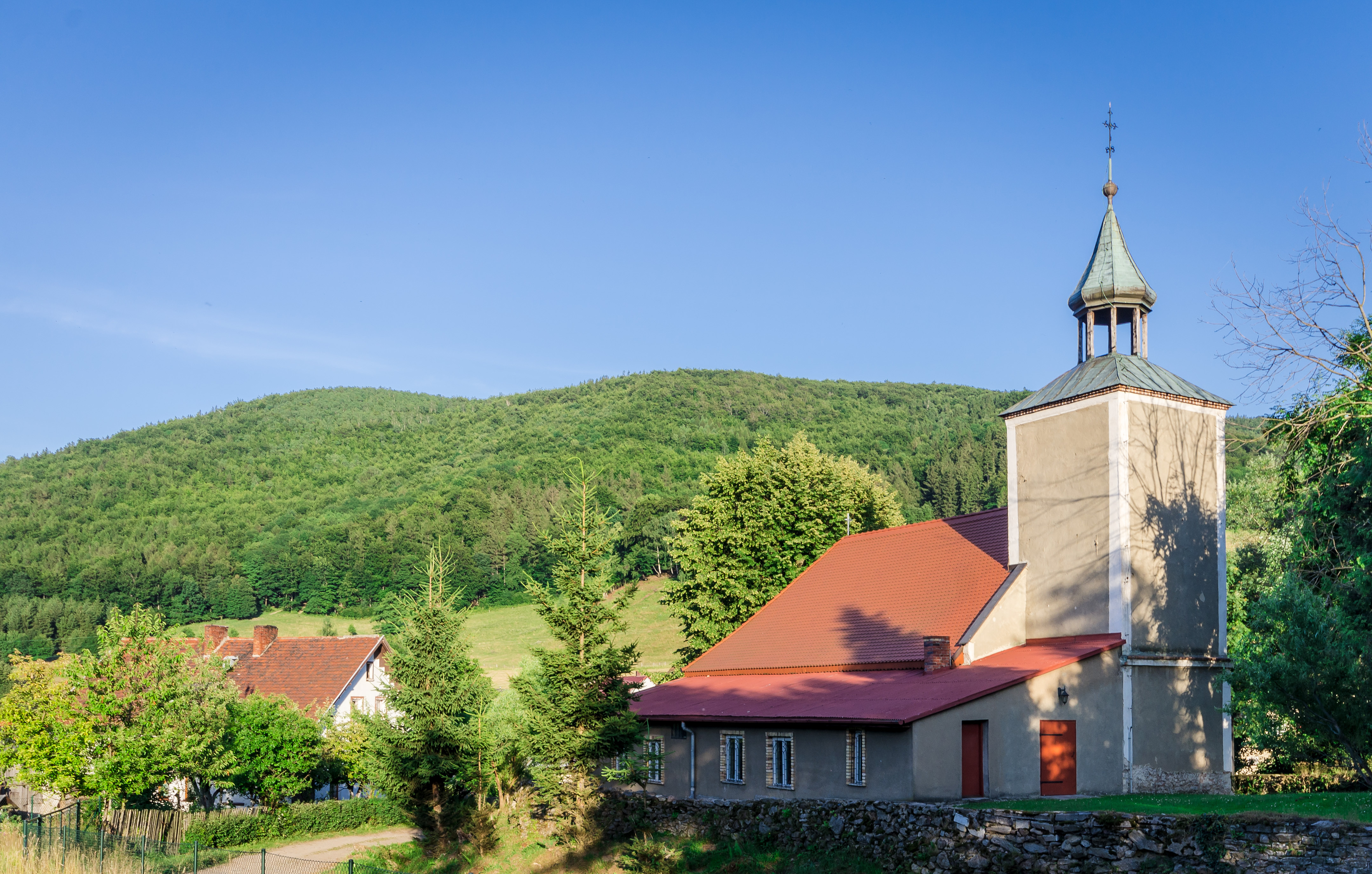
Schutzengelkirche in Kamionki

Kamionki (deutsch Steinkunzendorf im Eulengebirge, bzw. a. d. Hohen Eule) ist ein Dorf in der Stadt-Land-Gemeinde Pieszyce (Peterswaldau) im Powiat Dzierżoniowski (Kreis Reichenbach) der Woiwodschaft Niederschlesien in Polen.

## Lage
Kamionki liegt 11 Kilometer südwestlich von Dzierżoniów (Reichenbach). Nachbarorte sind Pieszyce (Peterswaldau) im Norden, Jugów (Hausdorf) im Süden und Bielawa (Langenbielau) im Osten. 

## Geschichte
Das im Eulengebirge liegende Steinkunzendorf bildete ursprünglich mit dem in der ersten Hälfte des 13. Jahrhunderts als Waldhufendorf angelegten Peterswaldau eine Siedlungseinheit. Der Name lässt auf eine deutsche Gründung im Zuge der Ostkolonisation schließen. Die Ersterwähnung erfolgte 1372 als „Kunczendorff“. Besitzer von Steinkunzendorf waren 1598 Ulrich und Christoph von Strachwitz, 1654 Graf Ernst von Gellhorn und seit dem 18. Jahrhundert die Grafen von Stollberg.
Nach dem Ersten Schlesischen Krieg fiel Steinkunzendorf 1741/42 mit dem größten Teil Schlesiens an Preußen. Die alten Verwaltungsstrukturen wurden aufgelöst und Steinkunzendorf in den Landkreis Reichenbach eingegliedert, mit dem es bis 1945 verbunden blieb. 1785 zählte Steinkunzendorf eine katholische Kirche, eine Pfarrwohnung, zwei Schulhäuser, einen Bauern, 24 Gärtner, 51 Häuser, acht Wassermühlen und 57 Einwohner. 1845 zählte Steinkunzendorf in Besitz des Grafen von Stollberg-Wernigerode (Präsident des evangelischen Konsistoriums für Schlesien in Breslau), Patrimonium-Gericht zu Peterswaldau, 97 Häuser, 939 überwiegend evangelische Einwohner (72 katholisch), evangelische Kirche zu Peterswaldau, eine 1771 gegründete evangelische Schule, eine katholische Teilkirche von Peterswaldau mit Pfarrwidum, eingepfarrt ausschließlich Steinkunzendorf, acht Wassermühlen mit 16 Einwohnern, eine Lohmühle, zwei Sägemühlen, ein Forsthaus, 105 Baumwollstühle, 13 Handwerker und 18 Händler. Mit Wirkung vom 15. März 1837 bewilligte der Breslauer Generalvikar den evangelischen Einwohnern den Mitnutzung der katholischen Kirche im Ort. Seitdem hielt der Pastor dort einmal im Monat einen Gottesdienst. Ansonsten wurde dort viermal jährlich ein Gottesdienst von einem katholischen Geistlichen gehalten. Am Ende des Steinkunzendorfer Tales lag der sogenannte kaskadenförmige Höllenfall. 1861 gründete Graf Erdmann von Sandreczky und Sandraschütz in Steinkunzendorf Minen für Silber-, Blei- und Zinkerz. 1887 entstand die Silbermine Augusta, 1891 die Bleimine Wilhelm. 1900 wurde die Augustamine geschlossen. Steinkunzendorf war Sitz eines eigenen Amtsbezirkes.
Als Folge des Zweiten Weltkrieges fiel Steinkunzendorf 1945 mit größten Teil Schlesiens an Polen und wurde in Kamionki umbenannt. Die deutsche Bevölkerung wurde, soweit sie nicht schon vorher geflohen war, vertrieben. Die neu angesiedelten Bewohner waren teilweise Zwangsausgesiedelte aus Ostpolen, das von der Sowjetunion annektiert worden war. Heute gehört Kamionki zur Landgemeinde Pieszyce.

## Sehenswürdigkeiten
- Die römisch-katholische Schutzengelkirche (polnisch kościół filialny pw. Aniołów Stróżów) wurde im 14. Jahrhundert erstmals erwähnt. Der heutige spätbarocke bzw. klassizistische Bau stammt aus den Jahren 1792 bis 1795. Von 1967 bis 1972 erfolgte eine Renovierung.[4]
- An der Außenseite der Kirchhofmauer befindet sich ein Sühnekreuz aus Granit.[5]